# Ressen (Lingewaard)

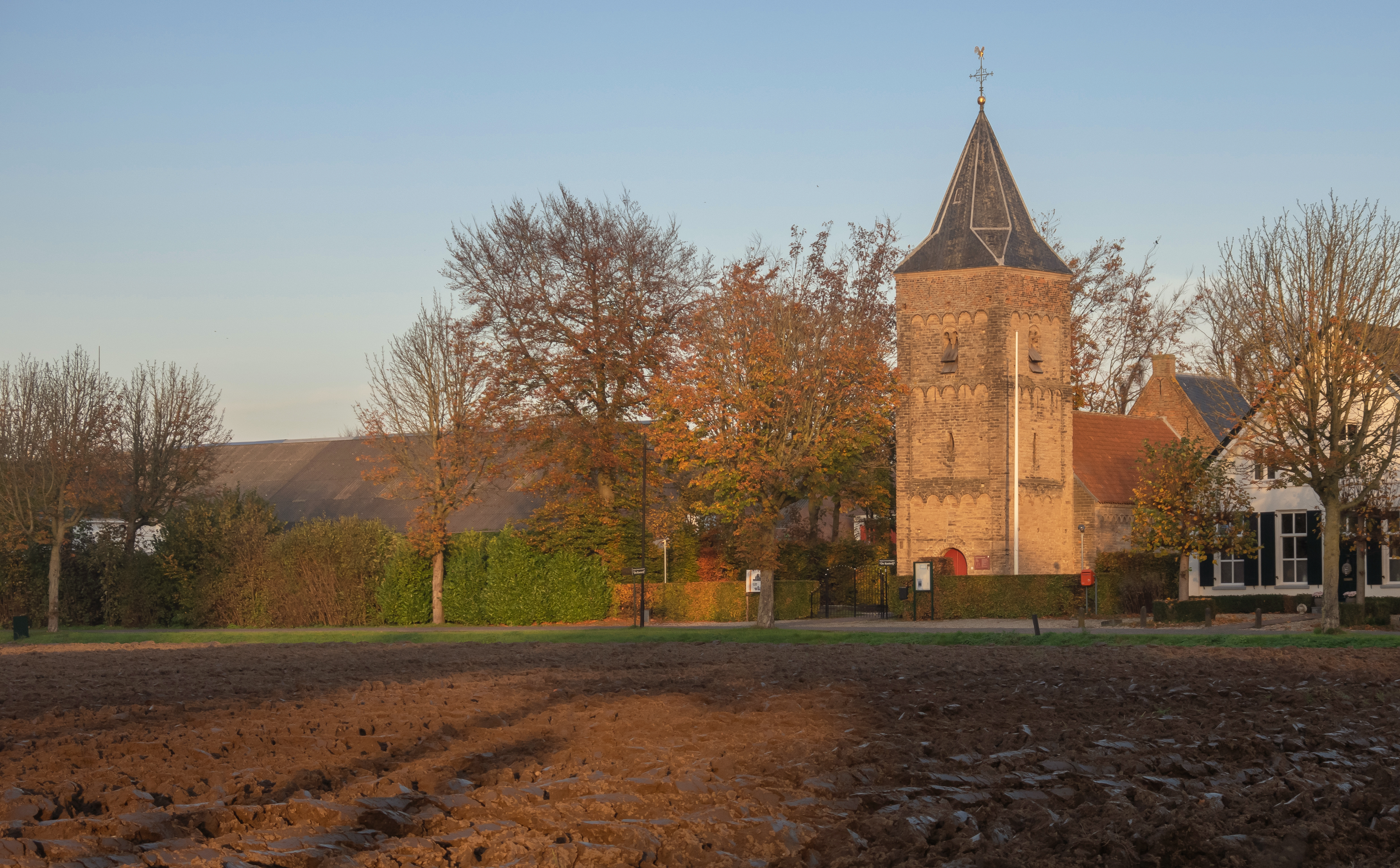
Zicht op de Hervormde kerk te Ressen vanaf de Hoeksehofstraat. Geheel rechts is gemeenschapshuis De Kosterij te zien.

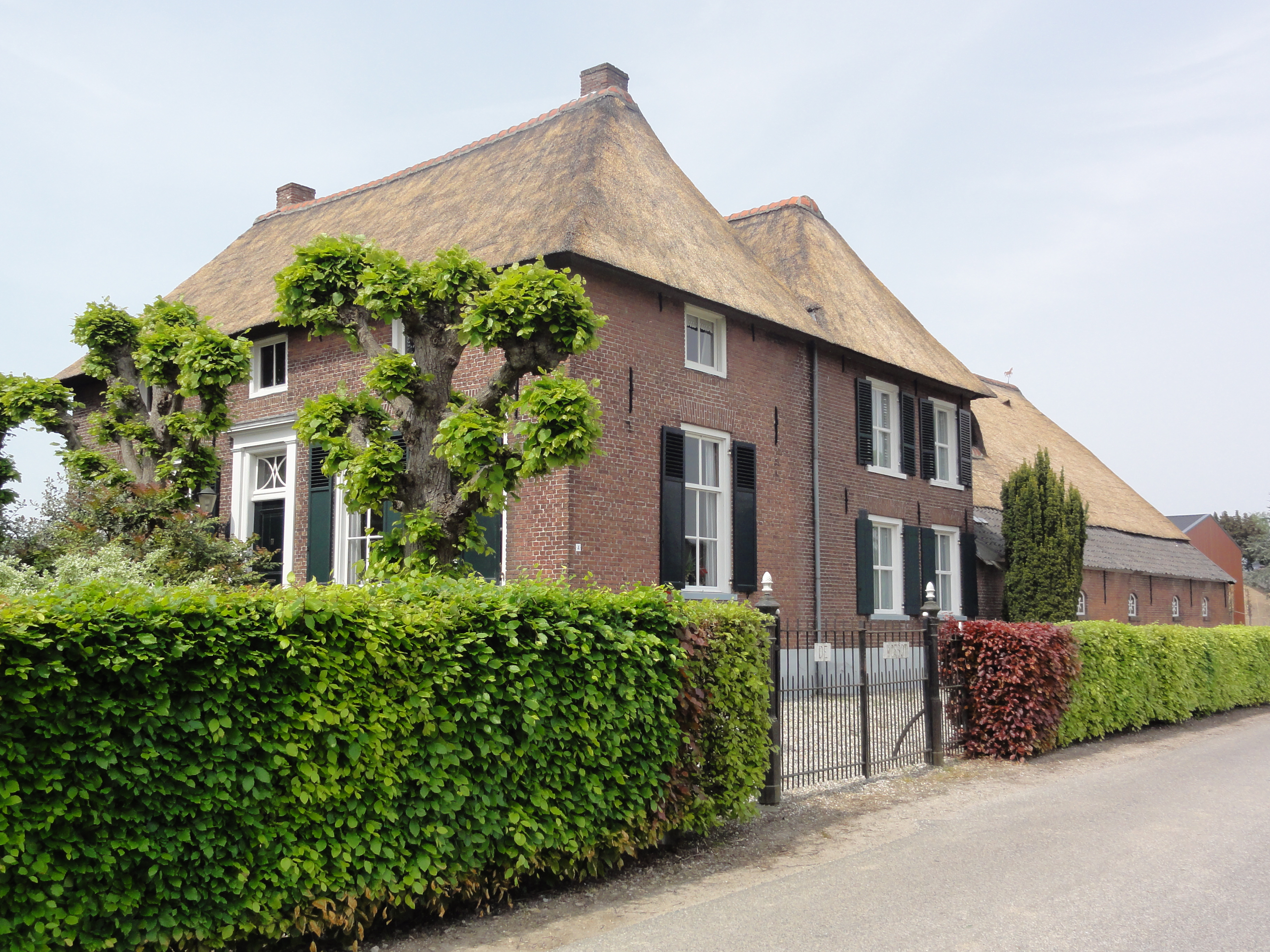
Boerderij 'De Woerdt' (rijksmonument)

Ressen is een kerkdorp in Nederland, in de provincie Gelderland. De plaats is gelegen in landstreek de Betuwe, en hoort bij de gemeente Lingewaard. Het dorp ligt tegen de grotere plaats Bemmel aan. Ressen had 135 inwoners op 1 januari 2023.

## Geschiedenis
De geschiedenis van het dorp gaat terug tot aan het begin van de christelijke jaartelling. Er zijn sporen van bewoning gevonden op de twee hoger gelegen gebieden in Ressen (De Woerdt en Koningshof); oorspronkelijk zijn deze plekken oude oeverwallen van voormalige rivierarmen van de Waal. In de eerste drie eeuwen van de jaartelling werd Ressen bewoond door de Bataven en later door de Franken. Aan het einde van de 7e eeuw kwam Ressen in handen van de abdij van Atrecht. Spoedig daarna kreeg Ressen zijn eerste (houten) kerkje. In de 12e eeuw werd een stenen kerk gebouwd.
In 1167 verkocht de abt van de Atrechtse abdij de goederen aan de de graaf van Kleef. Tot 1368 bleef Ressen een heerlijkheid, verbonden aan het graafschap Kleef. In dat jaar kocht Gerrit van Steenbergen de heerlijkheid met kasteel Ressen en werd het een allodium. In 1385 echter droeg hij de heerlijkheid op aan hertog Willem van Gelre, waarmee het een leengoed werd van Gelre. In 1507 werden de heerlijkheden Ressen en Doornik samengevoegd, met Willem van Arenborch als leenman. Bij gebrek aan mannelijke nakomelingen verviel Ressen in 1591 aan de Staten van Gelre en Zutphen. Ressen werd onderdeel van het ambt Over-Betuwe.
Een deel van Ressen is per 1 januari 1997 toegevoegd aan de gemeente Nijmegen, als onderdeel van de Vinex-locatie Waalsprong. Dit gedeelte is als de woonwijk en buurtschap Ressen bij Nijmegen opgenomen. Na een milieueffectrapportage zijn gelijksoortige uitvoerige nieuwbouwplannen in het gebied van Ressen afgeblazen.
De opdeling van het dorp leidde in de jaren negentig tot veel protesten van de inwoners. In 1995 werd de vereniging 'Dorpsbelangen Ressen' opgericht, die ervoor heeft geijverd de samenhang van het dorp te behouden. De vereniging wist de bestuurlijke tweedeling uiteindelijk niet te verhinderen. Wel zorgden zij ervoor dat een aantal verdichtingsplannen in het dorp uiteindelijk niet zijn gerealiseerd. Ook kwam er een plan voor een beschermd dorpsgezicht tot stand.
Voorheen behoorde Ressen tot de voormalige gemeente Bemmel, die per 1 januari 2001 een fusiegemeente vormde met de voormalige gemeentes Huissen en Gendt. Aanvankelijk werd deze fusiegemeente vernoemd naar de gemeente Bemmel, totdat de naam in 2003 werd gewijzigd naar Lingewaard.

## Infrastructuur

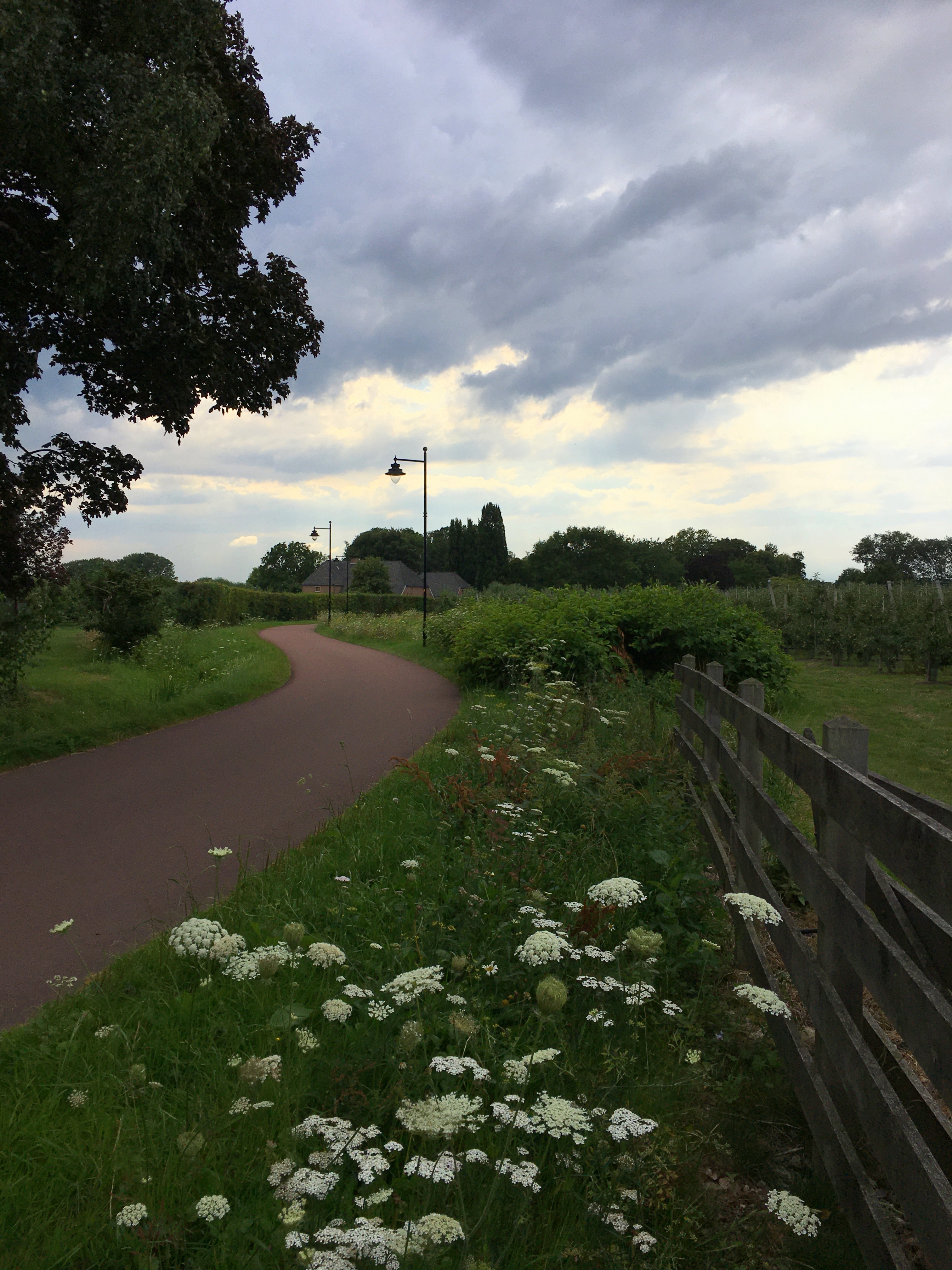
Zicht op de Slenkweg in Ressen (onderdeel van het RijnWaalpad)

Bij Ressen bevindt zich knooppunt Ressen, waar de autosnelwegen de A15 (Oostvoorne-Ressen) en A325 (Arnhem-Nijmegen) elkaar kruisen. Centraal door Ressen loopt de autoweg de Ressensetraat, die naar Bemmel gaat. Ook loopt de fietssnelweg het RijnWaalpad door Ressen; deze snelfietsroute verbindt de grote steden Arnhem en Nijmegen met elkaar.

## Monumenten
Centraal in het dorp staat een kleine romaanse kerk, genaamd de Hervormde kerk. Dit gebouw is grotendeels gemaakt van tufsteen. De toren is 12e-eeuws en het schip is wellicht nog ouder. Beide zijn versierd met boogfriezen. Het gotische koor is 15e-eeuws. Aan de noordwestkant van de kerk, aan de andere kant van de Ressensestraat, staat een pastorie. Dit gebouw heeft net als de kerk een status als rijksmonument. Tevens heeft Ressen drie grote, oude boerderijen met een rijksmonumentenstatus. Dit zijn 'De Woerdt', 'Het Groote Meer' en 'De Kleine Lucht'. Bij de laatstgenoemde monumentale boerderij gaat het enkel om een woonhuis (zonder oude stallen en schuren). 

## Afbeeldingen

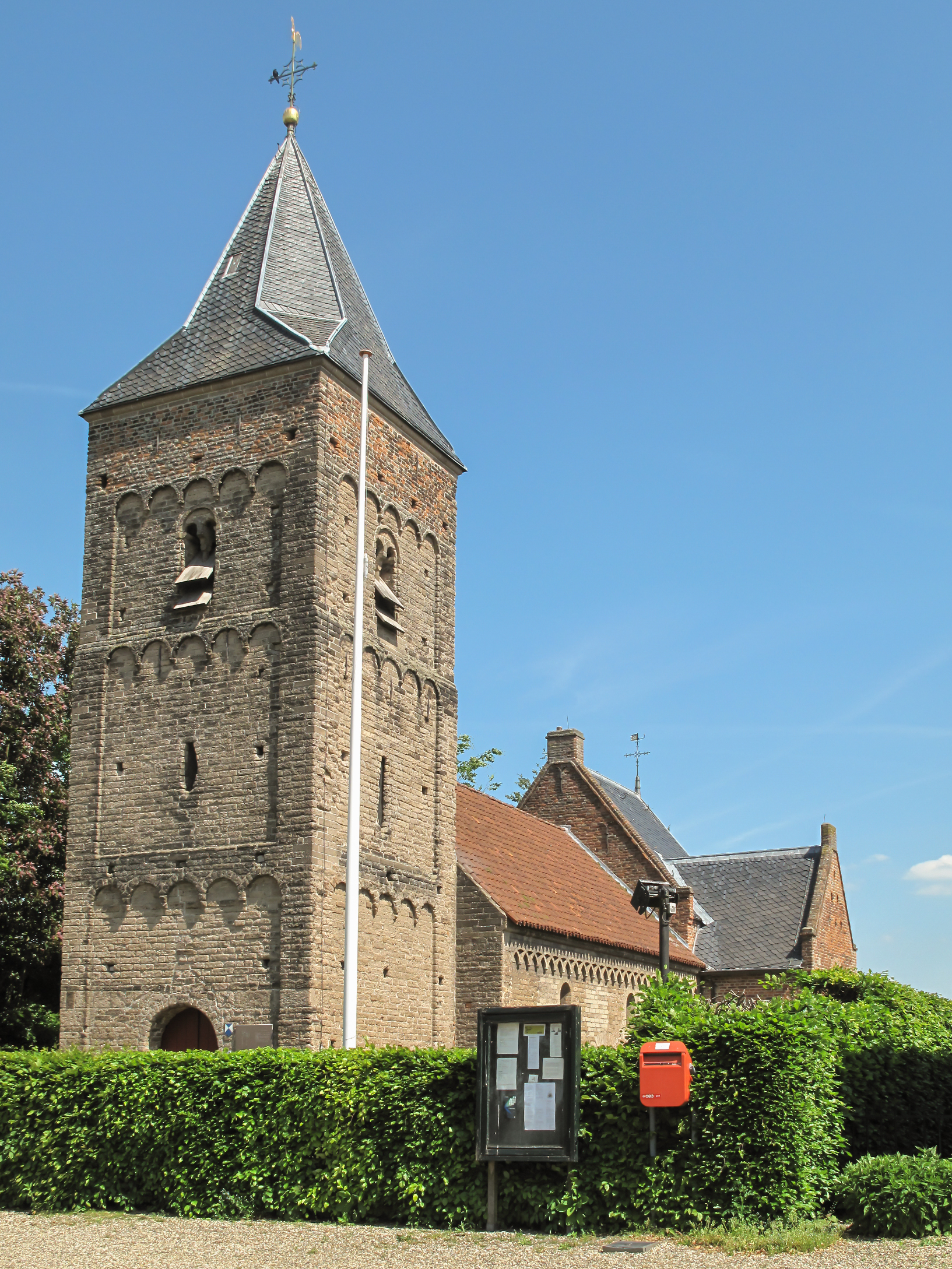
Hervormde kerk vanaf de Kerkenhofstraat
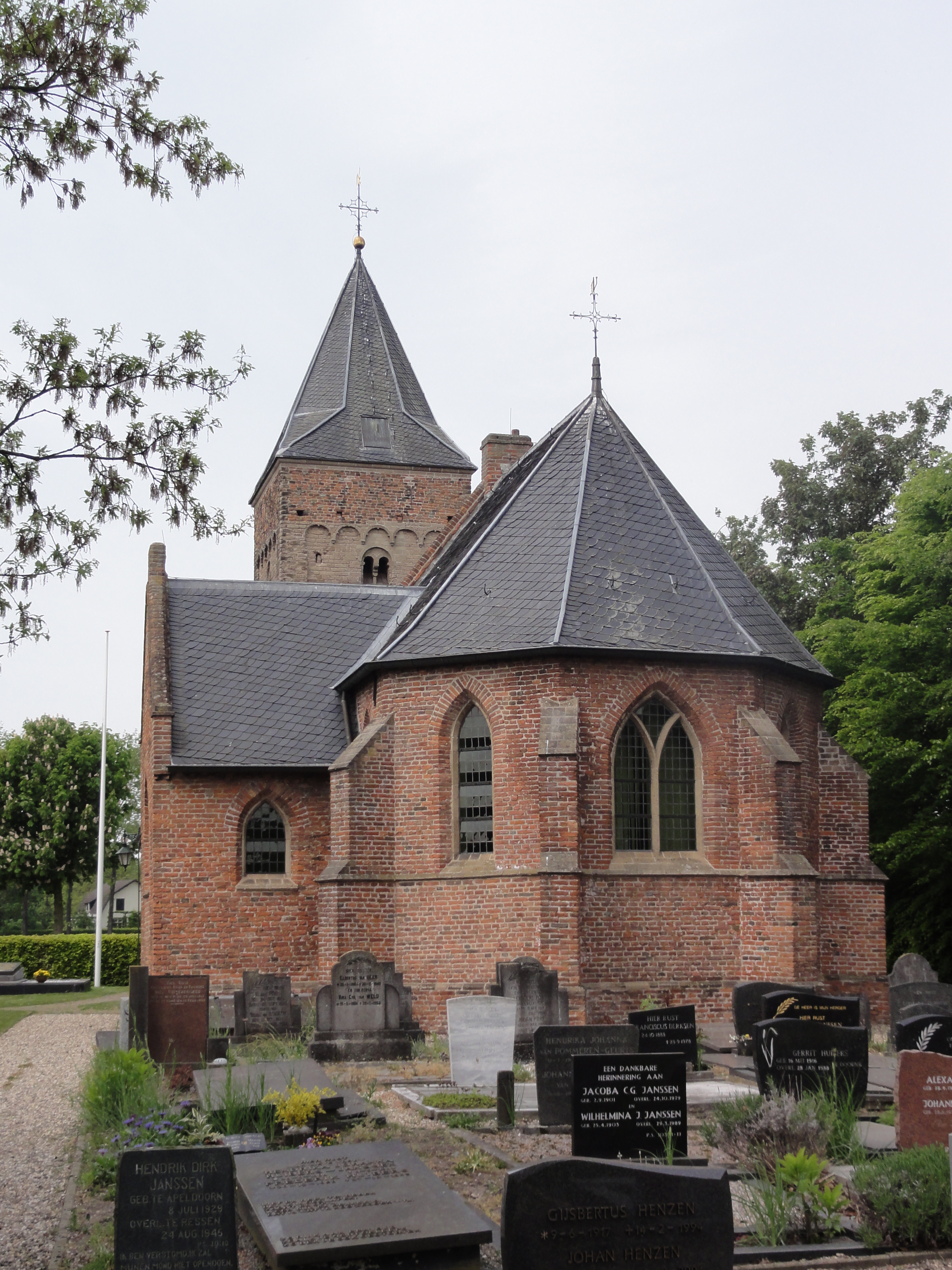
Achterzijde van de Hervormde kerk
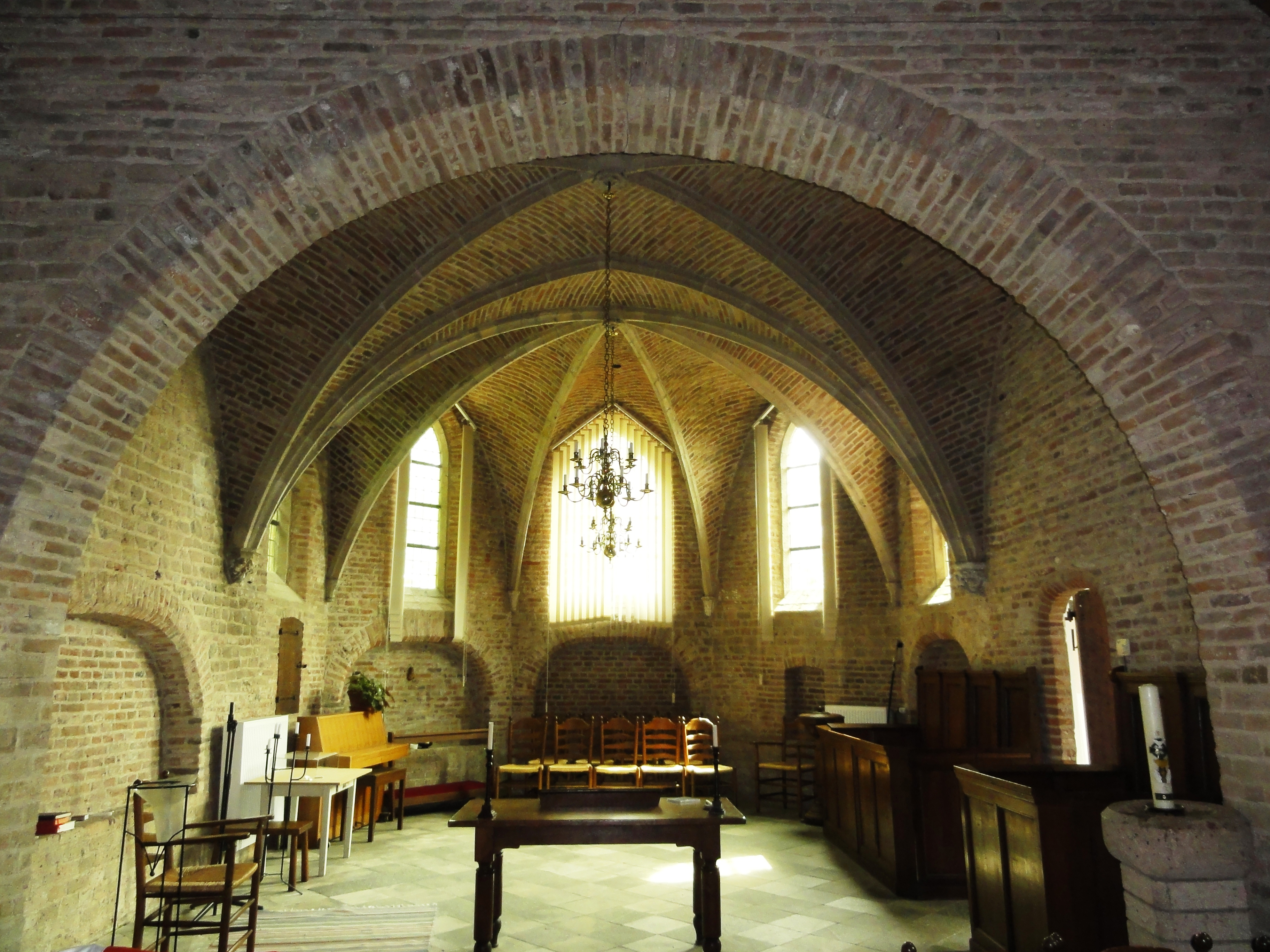
Het interieur van de Hervormde kerk
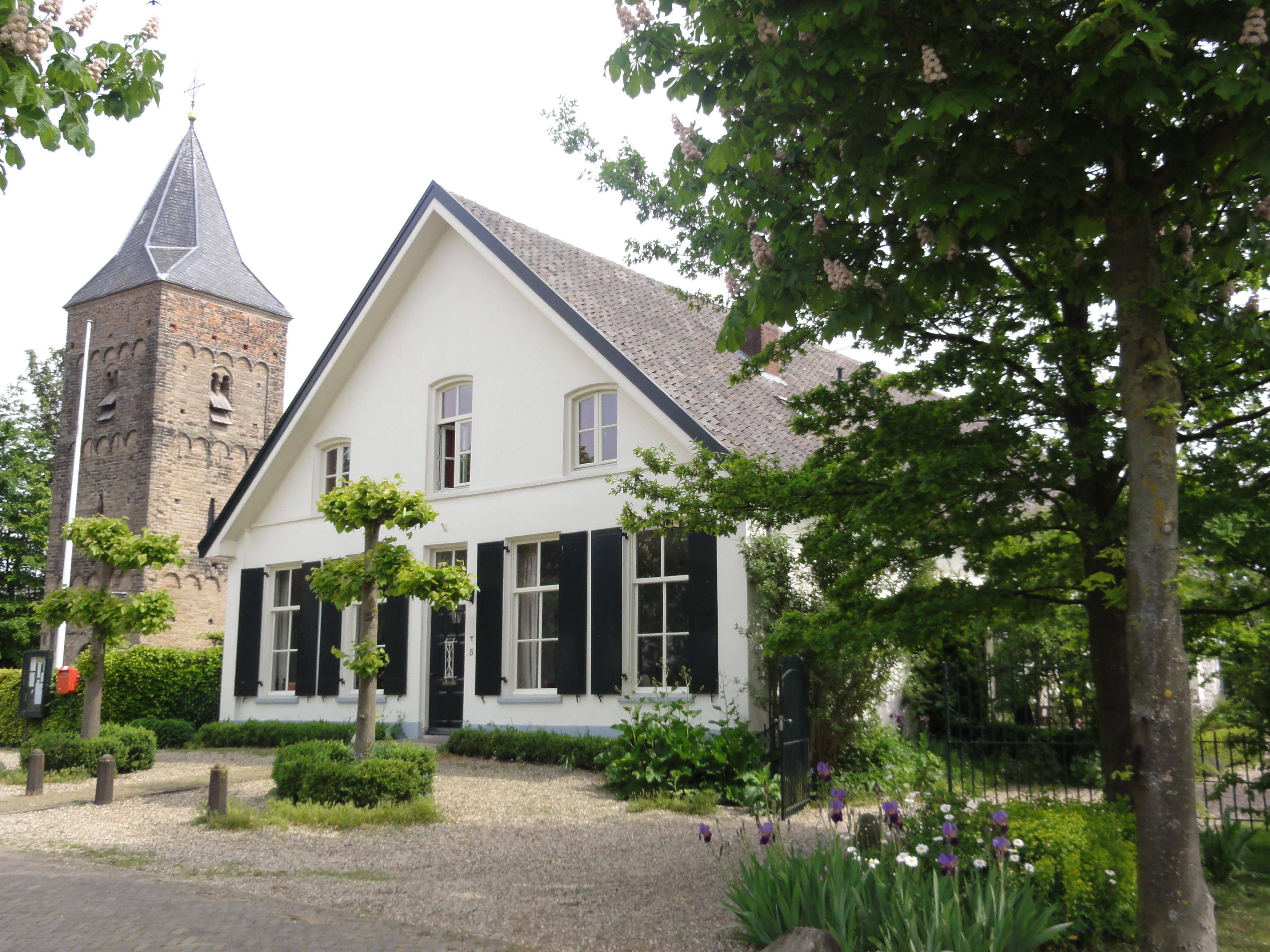
Het gemeenschapshuis De Kosterij
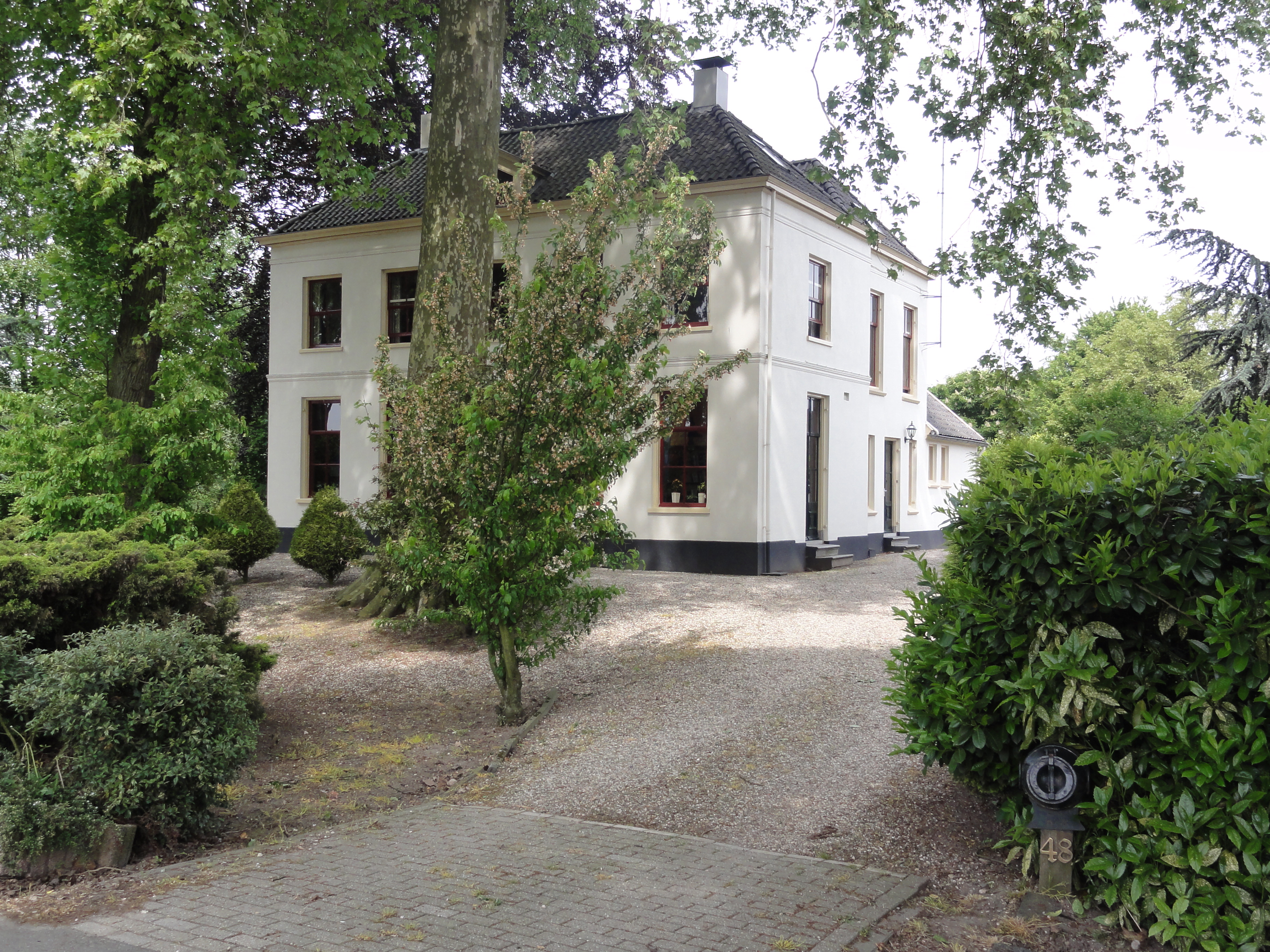
De Ressense pastorie (rijksmonument)
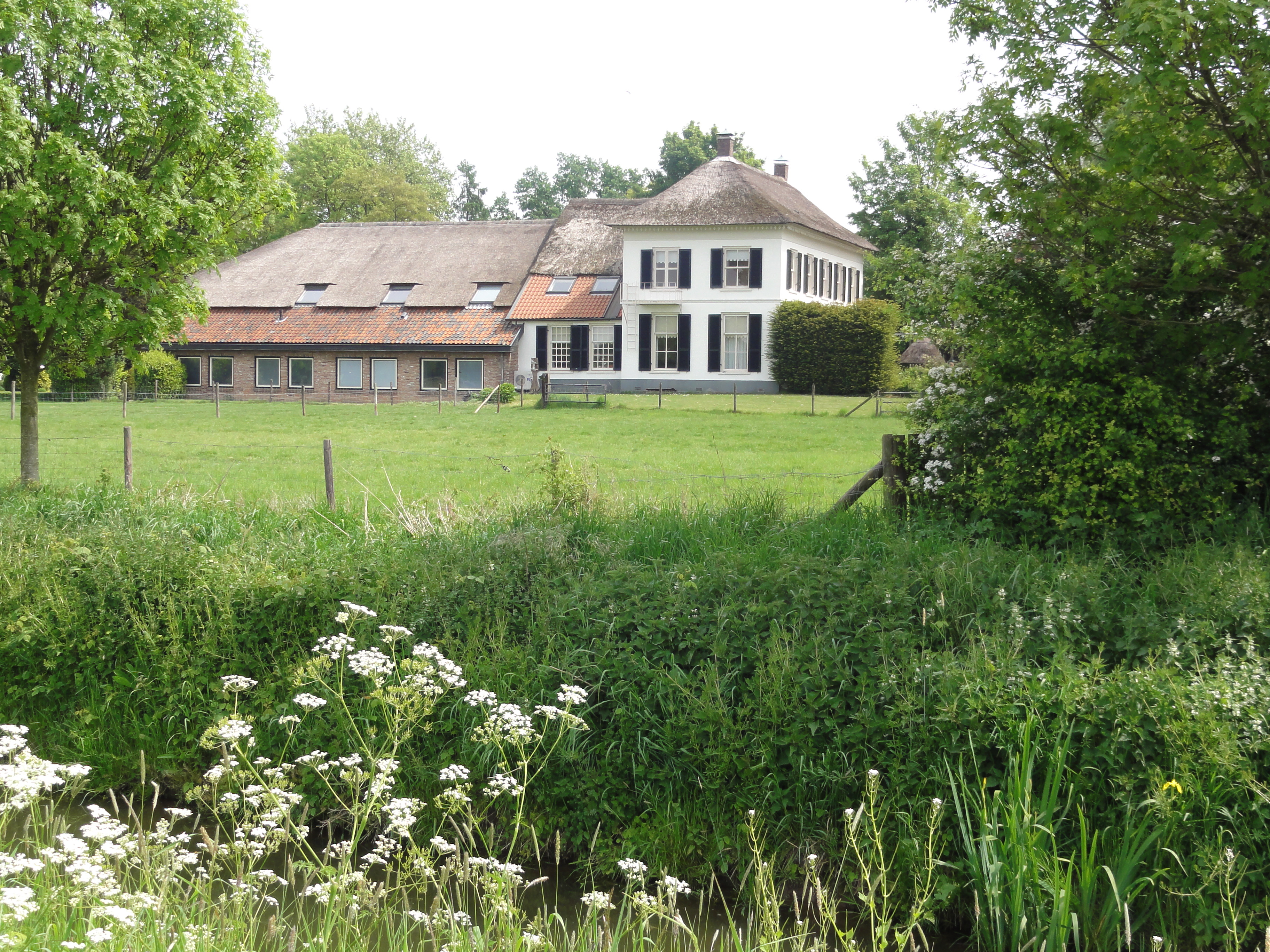
Het Groote Meer (rijksmonument)
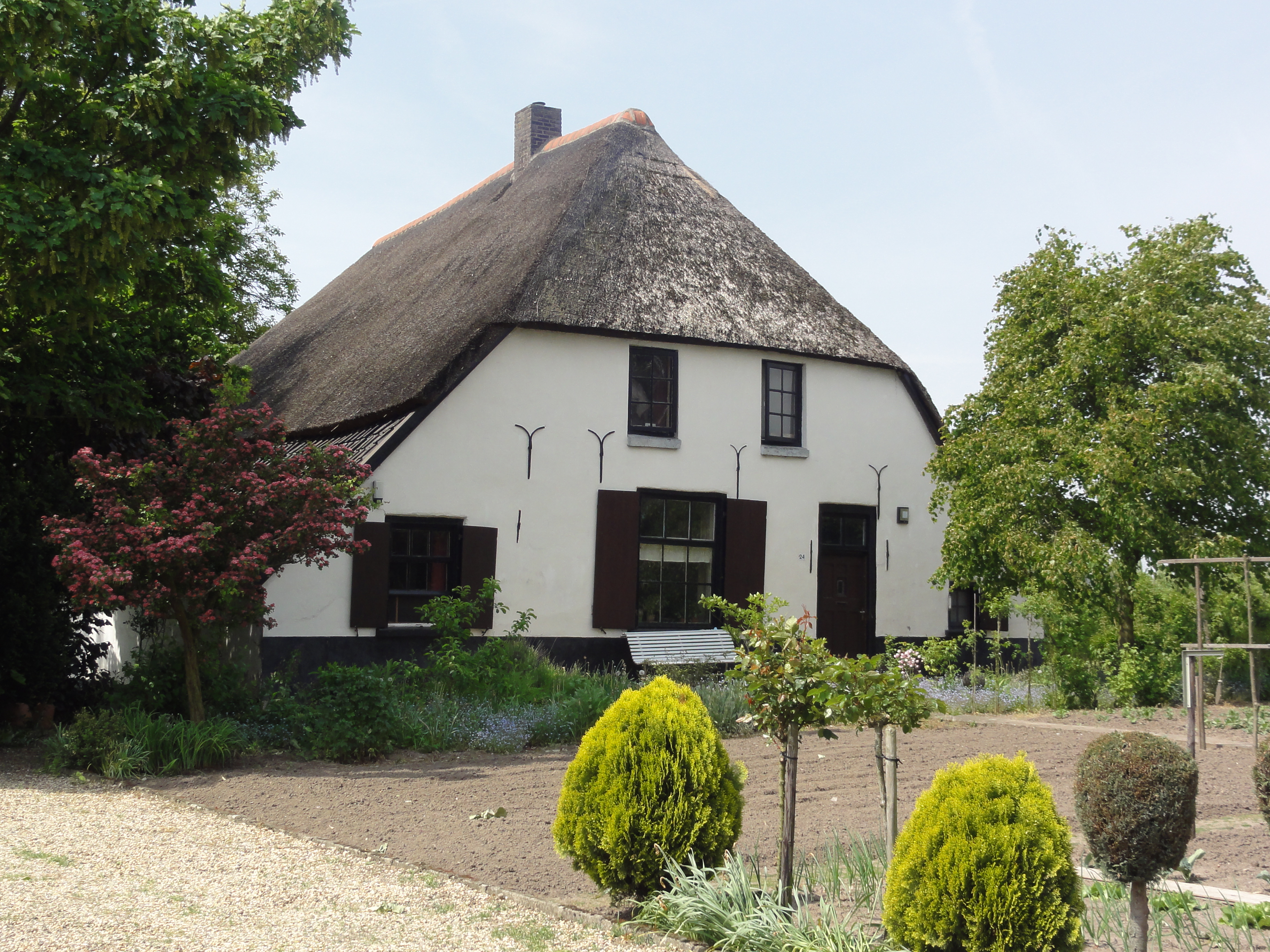
De Kleine Lucht (rijksmonument)
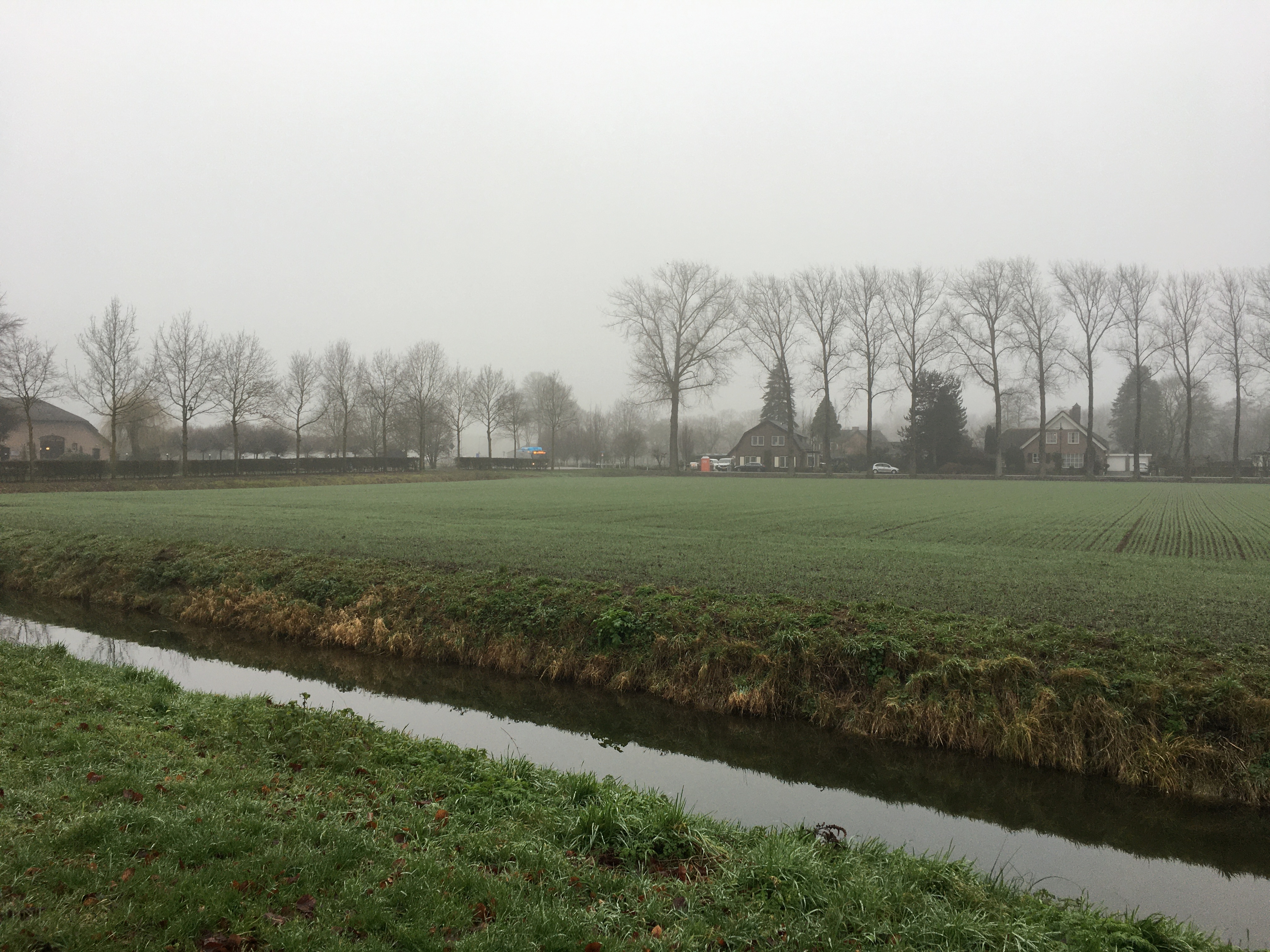
Zicht vanaf de Kerkenhofstraat
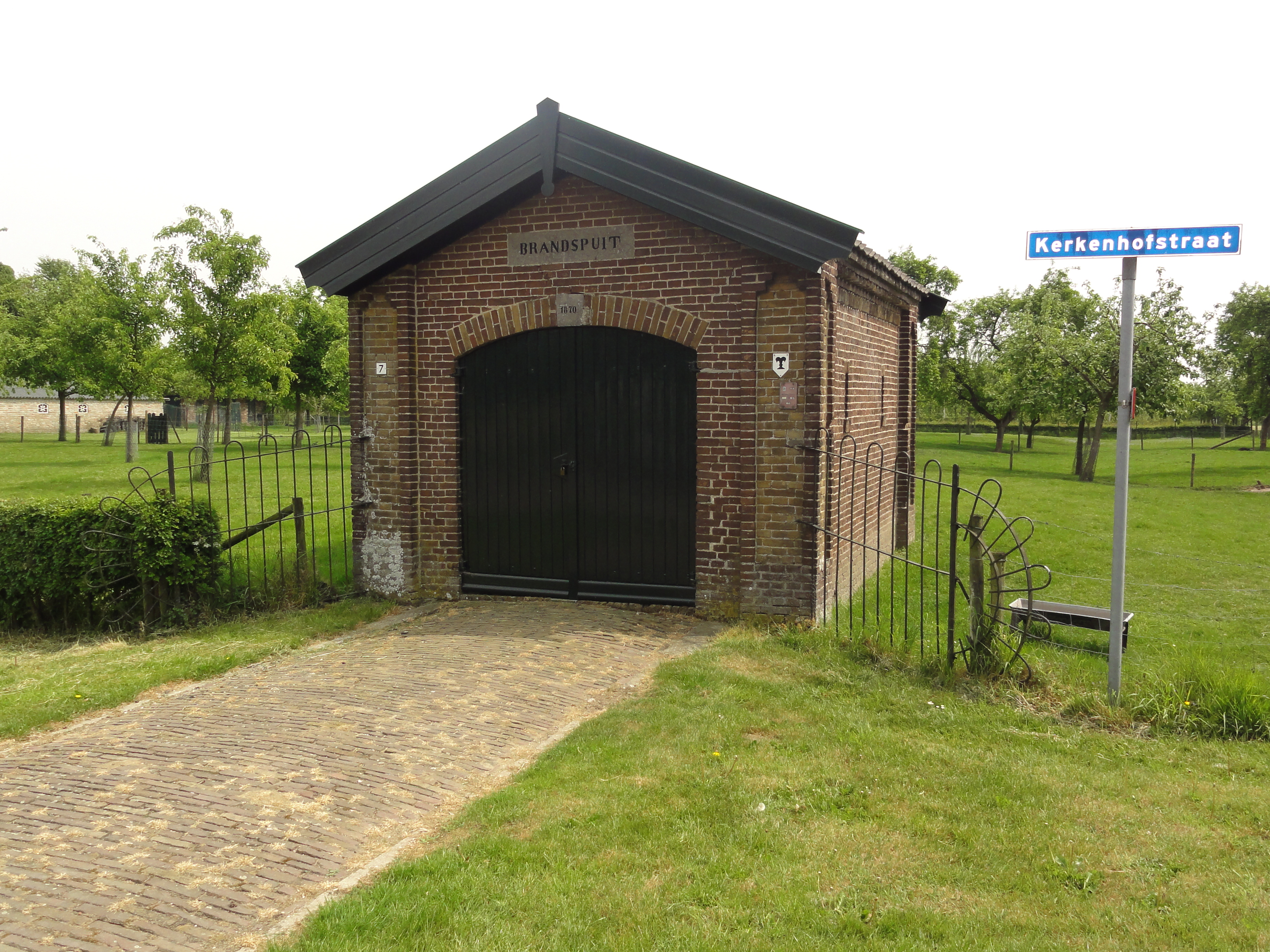
Het Brandspuithuisje (gemeentemonument)
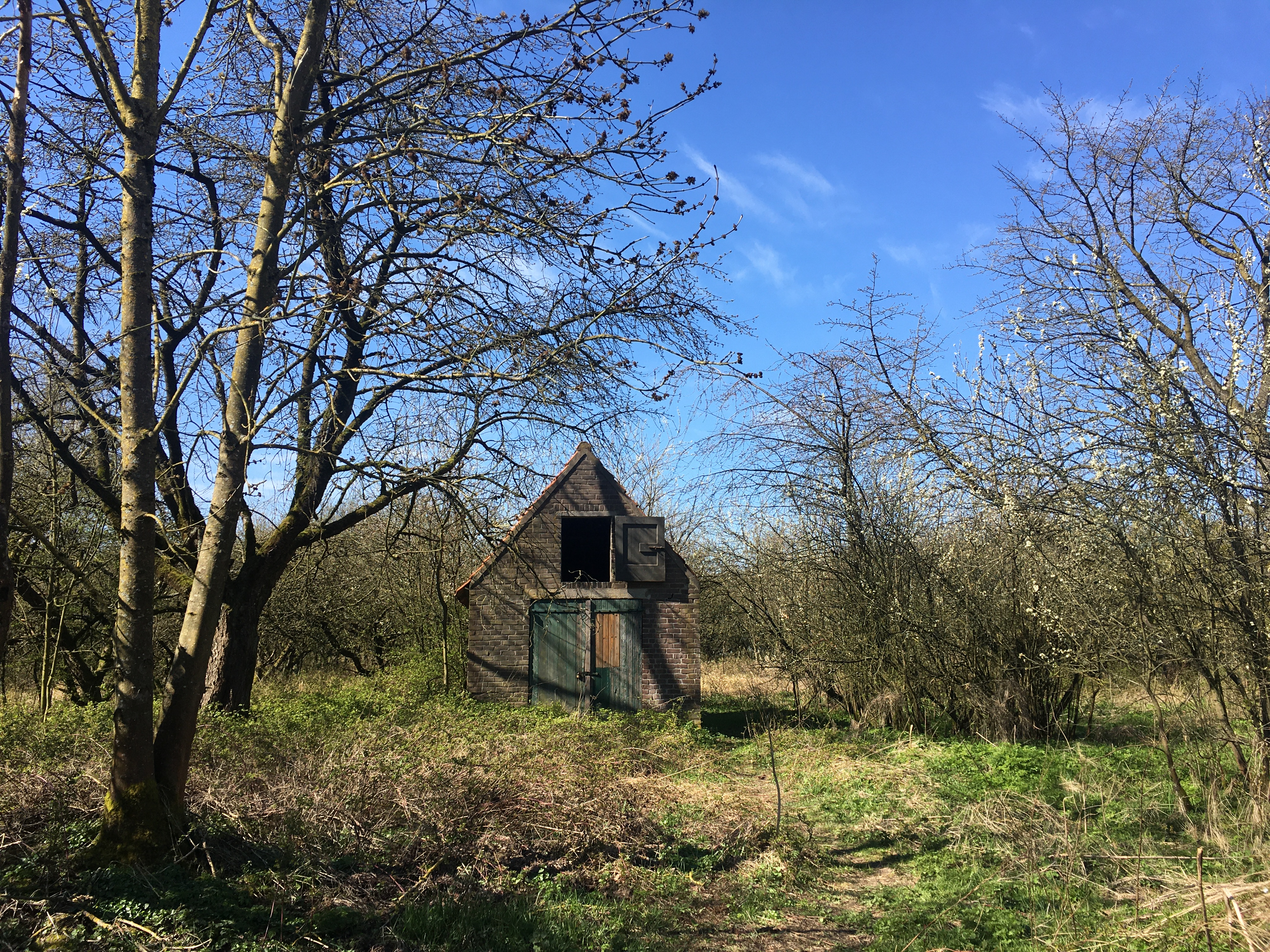
Verlaten schuur langs de Oude Postweg
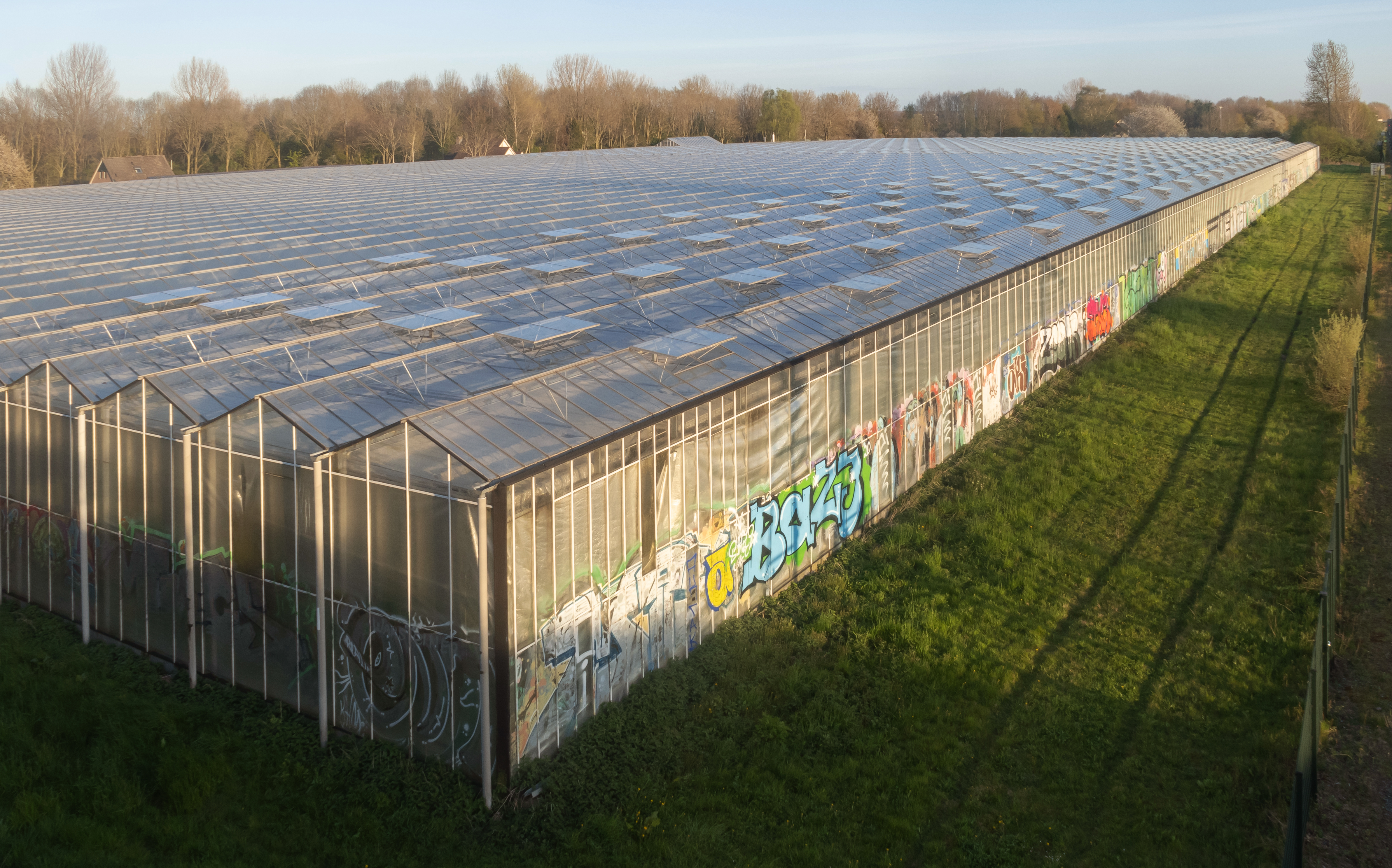
Kassen langs het spoor in Ressen

## Trivia
- Op zondag 8 mei 2016 kwam de 99ste editie van de wielerwedstrijd de Ronde van Italië door Ressen.